# CLS4 Carpentaria
Le CLS4 Carpentaria (Commonwealth LigthShip 4) est un bateau-phare qui était en service de 1917 à 1985 avec le Commonwealth Lighthouse Service. Il a été construit au chantier naval de l'Île Cockatoo, à Sydney et mis en service en 1917. Le navire porte le nom du golfe de Carpentarie, où il a passé la majeure partie de sa durée de vie avec son navire jumeau CLS2 Carpentaria.

## Conception
Le CLS4 Carpentaria est l'un des quatre bateaux-phares identiques conçus en 1915 par la firme écossaise D & C Stevenson d'Édimbourg et construit en 1916-17 au chantier naval de l'île Cockatoo à Sydney : ils ont été désignés CLS1 à CLS4. La conception est optimisée pour fonctionner sans pilote ancré à une position stationnaire en mer pendant des périodes prolongées, loin du port.
Carpentaria a une coque en acier rivetée et aucune superstructure, avec un seul mât au milieu du navire portant la lanterne de balise au sommet. Étant un navire à l'arrêt, il n'a pas de moteurs de propulsion et doit être remorqué pour changer de position ou retourner au port. En 1950, il était équipé d'un moteur diesel pour alimenter un guindeau d'ancre qui était protégé par un rouf en acier ajouté à ce moment.
La lanterne du Carpentaria était alimentée par du gaz acétylène, dont il transportait un approvisionnement de 6 mois dans 4 réservoirs. Le débit de gaz était commandé par une vanne qui régulait les éclairs de la lumière selon le code attribué à la station. Le gaz s'arrêtait pendant la journée. La balise lumineuse pouvait être vue à 10 milles marins. Le bateau-phare portait également une cloche de brume activée par le mouvement de roulement, afin qu'elle puisse être entendue dans des conditions de faible visibilité.

## Service
Lancé en 1917, il est mis en service cette année-là, avec son jumeau CLS2, dans le golfe de Carpentarie. Ils alternaient entre être sur la station et au port pour la maintenance.
Plus tard dans sa carrière, Carpentaria a été affecté comme séparateur de trafic dans le détroit de Bass.

### Préservation
En 1985, les deux navires Carpentaria ont été mis hors service et ils étaient destinés à être conservés. Le CLS2 Carpentaria a été donné au Queensland Maritime Museum (en) à Brisbane dans l'État du Queensland), tandis que le CLS4 est allé au Musée national de la marine de Sydney (ANMM) en Nouvelle-Galles du Sud.
À la fin de 2016, le CLS4 Carpentaria fait toujours partie de la collection de l'ANMM et est exposée sur les quais du musée à Darling Harbour.

## Galerie

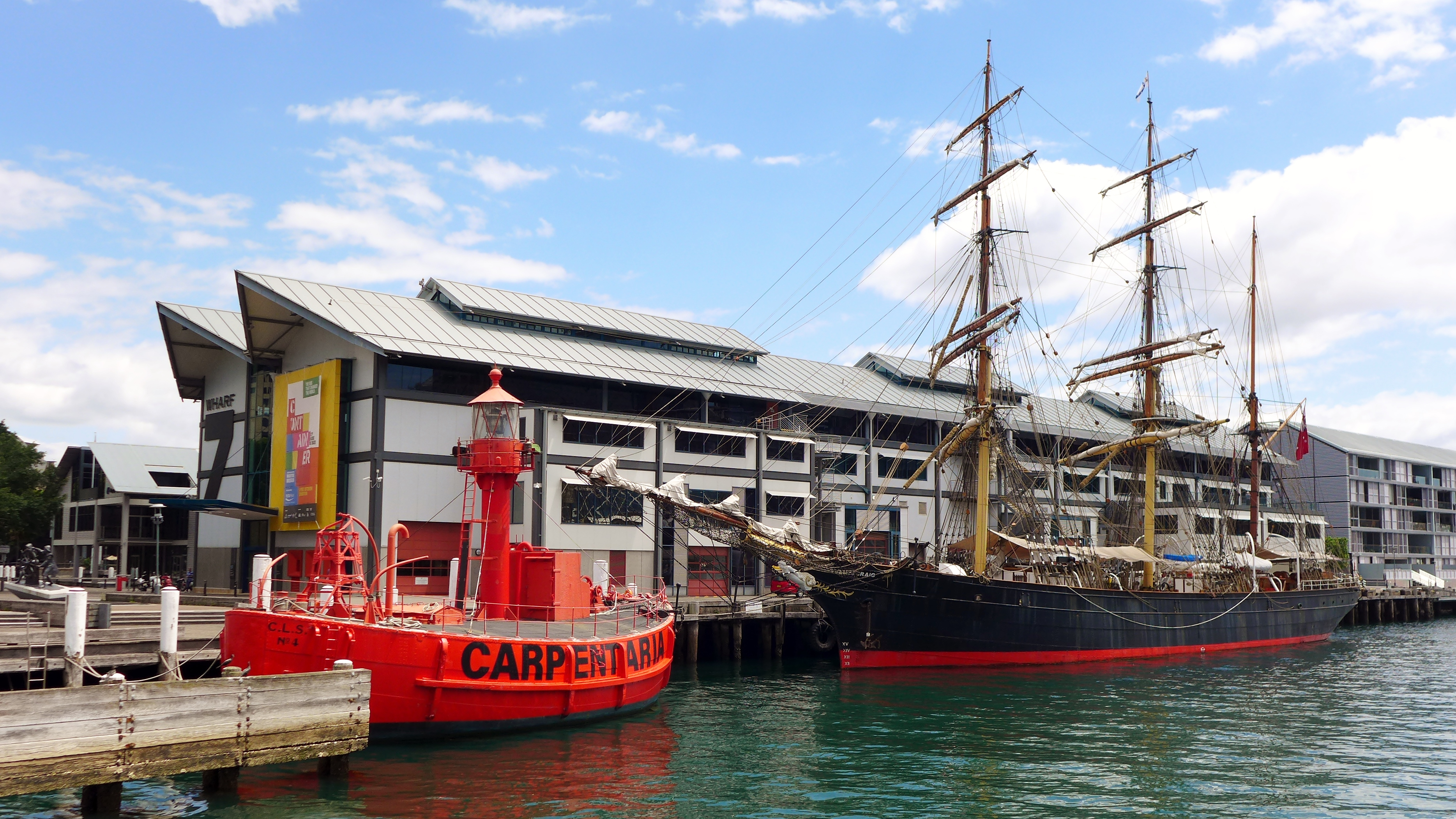
CLS4 et James Craig à Darling Harbour
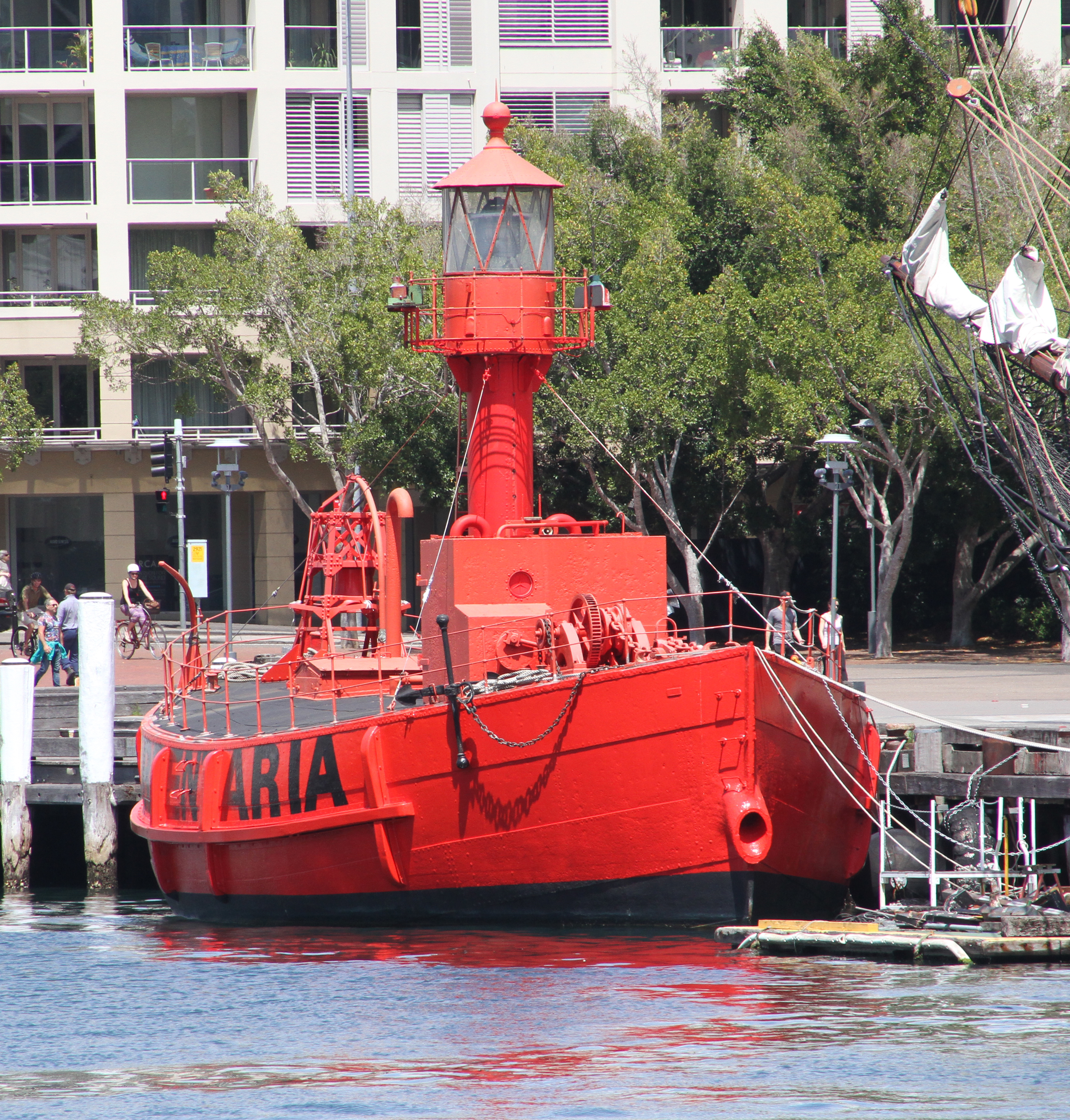
CLSA Carpentaria en 2016
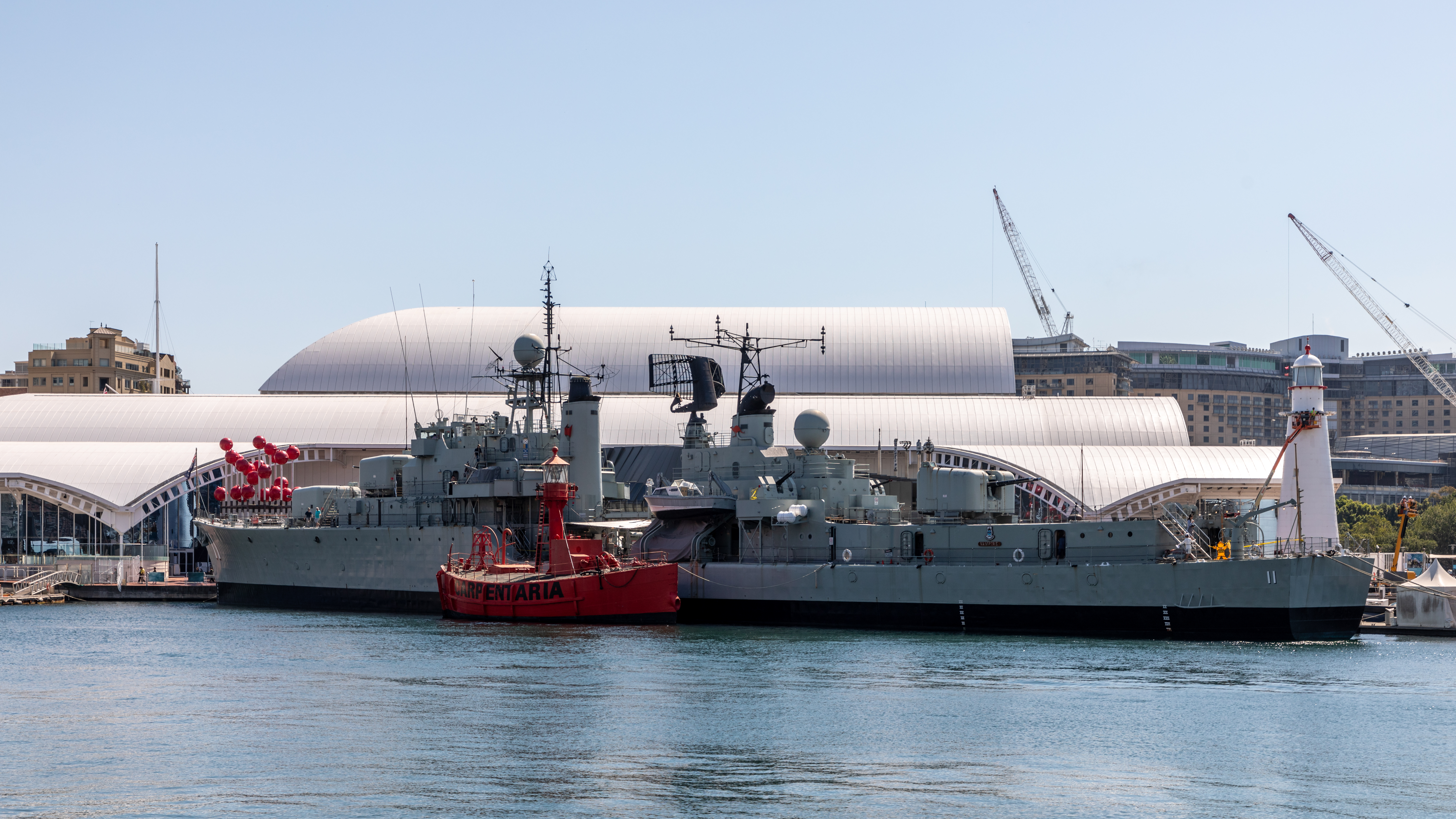
Musée nationale maritime de Sydney